# Marcos Montes (Politiker)

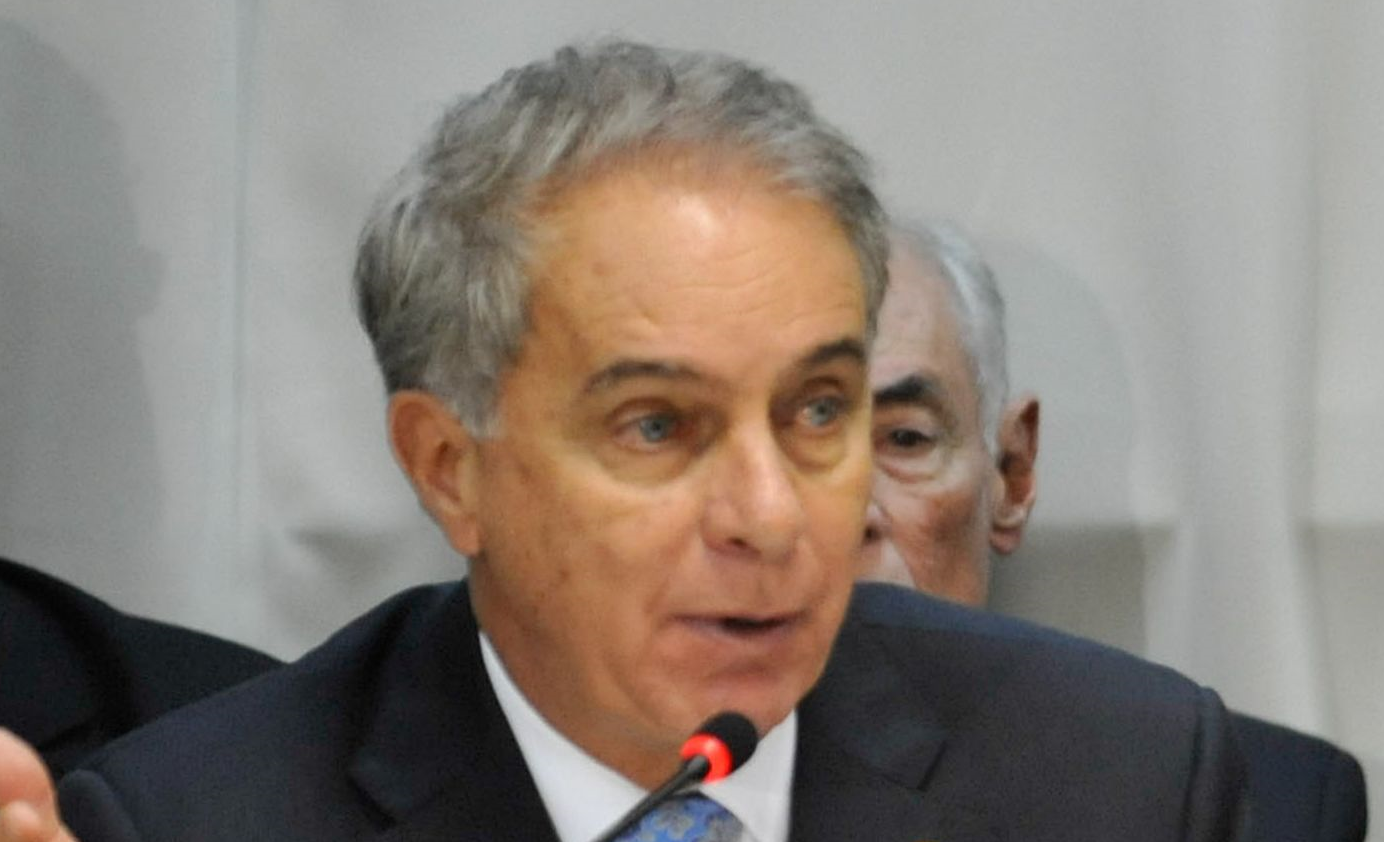
Marcos Montes Cordeiro (2015)

Marcos Montes Cordeiro (* 3. August 1949 in Sacramento, Minas Gerais), auch bekannt als Marcos Montes, ist ein brasilianischer Mediziner und Politiker. Er ist Mitglied des Partido Social Democrático (PSD) und war von März 2022 bis Dezember 2022 Landwirtschaftsminister im Kabinett Bolsonaro.

## Leben
Cordeiro ist der Sohn von Jurandir Cordeiro und Augusta Montes Cordeiro. Er studierte Medizin an der Universidade Federal de Uberlândia (UFU) und spezialisierte sich auf Arbeitsmedizin, Intensivmedizin und Anaesthesiologie. Nach dem Studium war er Angestellter der Universidade Federal do Triângulo Mineiro (UFTM/Uberaba) und war landwirtschaftlicher Produzent.

## Politische Laufbahn
1995 war er in den Partido da Frente Liberal (PFL) eingetreten und verblieb dort, nachdem die Partei in Democratas umbenannt wurde, bis 2011. 2011 wechselte er zum neu gegründeten Partido Social Democrático (PSD).
Bei der Kommunalwahl 1996 wurde er zum Stadtpräfekten (Bürgermeister) von Uberaba gewählt und trat sein Amt am 1. Januar 1997 an. Er wurde für eine zweite Amtszeit wiedergewählt und verblieb dort bis zum 16. August 2004. Er übernahm dann das Staatssekretariat für Sozialentwicklung und Sport in Minas Gerais (Secretaria de Estado de Desenvolvimento Social e Esportes de Minas Gerais) und stellte sich bei den Wahlen in Brasilien 2006 erfolgreich zur Wahl als Bundesabgeordneter für Minas Gerais. Cordeiro trat sein Amt am 1. Februar 2007 in der Abgeordnetenkammer des Nationalkongresses an und erreichte zweimal die Wiederwahl bis zum 1. Februar 2019.
Er wurde zum 30. März 2022 vom Präsidenten Jair Bolsonaro in Nachfolge von Tereza Cristina Corrêa da Costa Dias zum 122. Landwirtschaftsminister berufen. Sein Amtstitel lautet „Ministro da Agricultura, Pecuária e Abastecimento do Brasil“ (Minister für Landwirtschaft, Viehzucht und Versorgung).